# Advanta Championships of Philadelphia 1996
Advanta Championships of Philadelphia 1996 — жіночий тенісний турнір, що проходив на закритих кортах з килимовим покриттям Філадельфійського громадського центру у Філадельфії (штат Пенсільванія, США). Належав до турнірів 2-ї категорії в рамках Туру WTA 1996. Відбувсь учотирнадцяте і тривав з 11 до 17 листопада 1996 року.

## Фінальна частина

### Одиночний розряд
Яна Новотна —  Штеффі Граф 6–4 (Граф знялася)
- Для Новотної це був 10-й титул за сезон і 76-й — за кар'єру.

### Парний розряд
Ліза Реймонд /  Ренне Стаббс —  Ніколь Арендт /  Лорі Макніл 6–4, 3–6, 6–3
- Для Реймонд це був 4-й титул за сезон і 7-й — за кар'єру. Для Стаббс це був 2-й титул за сезон і 11-й — за кар'єру.